# João Neves
João Pedro Gonçalves Neves (phát âm tiếng Bồ Đào Nha: [ʒoˈɐ̃w̃ˈnɛves], sinh ngày 27 tháng 9 năm 2004) là một cầu thủ bóng đá chuyên nghiệp người Bồ Đào Nha hiện đang thi đấu ở vị trí tiền vệ cho câu lạc bộ Ligue 1 Paris Saint-Germain và đội tuyển bóng đá quốc gia Bồ Đào Nha.

## Sự nghiệp câu lạc bộ

### Sự nghiệp ban đầu
Sinh tại Tavira, Neves bắt đầu sự nghiệp của mình với câu lạc bộ quê hương Casa Benfica Tavira, một trong những câu lạc bộ đào tạo cầu thủ trẻ của Benfica. Sau đó, anh đã gắn bó tại trung tâm phát triển của Benfica ở Algarve trong vòng bốn mùa giải trước khi chuyển đến học viện chính của Benfica vào năm 2016. Neves ký hợp đồng chuyên nghiệp đầu tiên với Benfica vào tháng 12 năm 2020.

### Benfica

#### Mùa giải 2022–23: Những năm đầu tiên và bước đột phá vào đội một
Neves từng là thành viên của đội U-19 Benfica, đội đã đứng đầu bảng UEFA Youth League 2021–22 trước Dynamo Kyiv, Barcelona và Bayern Munich và đã giành chức vô địch chung cuộc. Anh đã ra mắt cho Benfica B trong trận hòa 1–1 với Académico de Viseu tại LigaPro vào ngày 6 tháng 8 năm 2022. Vào ngày 24 tháng 8, Neves giành chức vô địch Cúp U-20 Liên lục địa 2022 sau khi Benfica đánh bại Peñarol với tỷ số 1–0.
Trong thời gian nghỉ giải đấu Giải vô địch bóng đá thế giới 2022, anh đã có trận ra mắt không chính thức cho đội một của Benfica vào ngày 11 tháng 12 năm 2022 trong một trận giao hữu kín với Sevilla. Trong thời gian này, huấn luyện viên đội một của Benfica là Roger Schmidt đã mời anh tham gia một số buổi tập luyện của đội một, trong đó, anh đã gây ấn tượng về khả năng, sự tận tụy và sự trưởng thành với trái bóng. Vào ngày 21 tháng 12, Neves đã ký gia hạn hợp đồng với Benfica đến năm 2028.
Neves ra mắt đội hình chính vào ngày đầu tiên của năm 2023 khi vào sân thay người vào phút cuối trong trận thua 3–0 trước Braga ở Primeira Liga. Vào ngày 7 tháng 3, Neves kiến tạo bàn thắng thứ năm của David Neres cho Benfica ngay tại trận ra mắt UEFA Champions League của anh khi thay thế João Mário ở phút 74 trong chiến thắng 5–1 trên sân nhà trước Club Brugge ở lượt về vòng 16 đội Champions League.
Trong những tháng cuối của mùa giải, Neves cuối cùng cũng giành được một suất trong đội hình xuất phát sau sự ra đi của Enzo Fernández, thay cho Florentino Luís. Ngay sau đó, anh đã gây chú ý khi ghi bàn thắng đầu tiên cho câu lạc bộ vào ngày 21 tháng 5 trước đối thủ cùng thành phố Sporting CP trong trận Derby de Lisboa để giúp đội Benfica có được một trận hòa sau khi bị dẫn trước hai bàn trong hiệp một. Anh có thêm 17 lần ra sân ở giải VĐQG cho Benfica khi câu lạc bộ giành chức vô địch giải VĐQG đầu tiên sau bốn năm sau chiến thắng 3–0 trên sân nhà trước Santa Clara vào ngày cuối cùng của giải VĐQG.

#### Mùa giải 2023–24: Đội hình tiêu biểu nhất năm Primeira Liga và sự ra đi
Neves khởi đầu mùa giải 2023–24 vào ngày 9 tháng 8 khi anh được bầu là cầu thủ xuất sắc nhất trận trong chiến thắng 2–0 trước Porto tại Supertaça Cândido de Oliveira. Vào ngày 12 tháng 11, Neves ghi bàn gỡ hòa ở phút 94 trong chiến thắng chung cuộc 2–1 trước đối thủ Sporting CP tại Sân vận động Ánh sáng (tiếng Bồ Đào Nha: Estádio da Luz) và đồng thời cũng nhận được giải thưởng Cầu thủ xuất sắc nhất trận. Trong những tháng tiếp theo, Neves đã khẳng định mình là một trong những tiền vệ xuất sắc nhất Bồ Đào Nha khi được bầu chọn là Tiền vệ xuất sắc nhất tháng của Primeira Liga từ tháng 9 đến tháng 12, một kỳ tích mà anh đã tái lập vào tháng 2 và tháng 3 năm 2024, với chỉ có Rodrigo Zalazar của Braga giành được giải thưởng này vào tháng 1. Vào cuối mùa giải, mặc dù Benfica về nhì tại giải đấu, Neves vẫn được vinh danh trong Đội hình tiêu biểu của năm Primeira Liga.

### Paris Saint-Germain
Vào ngày 5 tháng 8 năm 2024, Neves ký hợp đồng 5 năm với Paris Saint-Germain (PSG) với trị giá 59,9 triệu euro cộng với 10 triệu euro tiền phụ phí và Renato Sanches gia nhập Benfica theo dạng cho mượn.
Vào ngày 16 tháng 8, anh kiến tạo cho các bàn thắng của Ousmane Dembélé và Bradley Barcola trong trận ra mắt cho câu lạc bộ trong chiến thắng 4–1 trước Le Havre. Anh lập thêm hai pha kiến tạo trong trận thắng 6–0 của PSG trước Montpellier vào ngày 23 tháng 8. Anh đã lập kỷ lục về số pha kiến tạo nhiều nhất (bốn) trong hai trận đầu tiên tại Ligue 1, vượt qua kỷ lục trước đó của Neymar là ba pha kiến tạo. Vào ngày 27 tháng 10, Neves ghi bàn thắng đầu tiên cho câu lạc bộ khi ghi bàn mở tỷ số trong chiến thắng 3–0 trên sân khách trước đối thủ Marseille tại Le Classique.
Vào ngày 22 tháng 1 năm 2025, Neves được vinh danh là cầu thủ xuất sắc nhất trận đấu trong chiến thắng 4–2 tại Champions League trước Manchester City. Anh giành chiến thắng trong bảy pha tắc bóng, hoàn thành 51 trong số 61 đường chuyền, thực hiện bảy cú sút và cuối cùng ghi bàn thắng hoàn thành cuộc lội ngược dòng của PSG và đưa họ lên dẫn trước 3–2. Sau khi giúp PSG giành chức vô địch Ligue 1 lần thứ 13, anh là một trong những người được đề cử cho danh hiệu Cầu thủ trẻ xuất sắc nhất năm của Ligue 1. Anh giành vị trí á quân và được đưa vào Đội hình tiêu biểu của mùa giải Ligue 1. Đồng thời, anh đã giúp câu lạc bộ giành chức vô địch Champions League đầu tiên và hoàn thành cú ăn ba châu lục trong lịch sử câu lạc bộ.

## Sự nghiệp quốc tế
Neves đại diện cho Bồ Đào Nha ở cấp độ U-15 và U-19 với tổng cộng 21 lần khoác áo. Vào tháng 6 năm 2023, Neves tham gia Giải vô địch U-21 châu Âu 2023 và ghi bàn thắng đầu tiên vào ngày 27 tháng 6 trong trận hòa 2–1 trước Bỉ. Thế nhưng, Bồ Đào Nha bị loại khỏi giải đấu vào ngày 2 tháng 7 sau trận thua 1–0 trước Anh ở tứ kết.
Vào ngày 6 tháng 10 năm 2023, Neves được triệu tập lần đầu tiên vào đội tuyển Bồ Đào Nha cho các trận đấu gặp Slovakia và Bosna và Hercegovina tại vòng loại UEFA Euro 2024. Anh ra mắt cho đội tuyển quốc gia vào ngày 16 tháng 10 khi thay thế Otávio ở phút thứ 85 trong chiến thắng 5–0 trên sân khách trước Bosna và Hercegovina.
Vào ngày 21 tháng 5 năm 2024, Neves có mặt trong đội hình 26 người tham dự UEFA Euro 2024. Anh đã ra mắt giải đấu trong đội hình xuất phát trong trận thua 2–0 trước Gruzia. Neves không ra sân ở vòng loại trực tiếp cho đến khi Bồ Đào Nha bị loại khỏi giải đấu ở tứ kết sau khi thua Pháp 5–3 trong loạt sút luân lưu.
Vào ngày 20 tháng 5 năm 2025, Neves được chọn vào đội hình Bồ Đào Nha tham dự vòng chung kết UEFA Nations League 2025. Anh và đội của mình đã giành chiến thắng trong giải đấu với tỷ số 5–3 trong loạt sút luân lưu trước đối thủ Tây Ban Nha.

## Thống kê sự nghiệp

### Câu lạc bộ
Tính đến 13 tháng 7 năm 2025
| Câu lạc bộ          | Mùa giải            | Giải vô địch        | Giải vô địch | Giải vô địch | Cúp quốc gia | Cúp quốc gia | Cúp Liên đoàn | Cúp Liên đoàn | Châu lục | Châu lục | Khác | Khác | Tổng cộng | Tổng cộng |
| Câu lạc bộ          | Mùa giải            | Hạng đấu            | Trận         | Bàn          | Trận         | Bàn          | Trận          | Bàn           | Trận     | Bàn      | Trận | Bàn  | Trận      | Bàn       |
| ------------------- | ------------------- | ------------------- | ------------ | ------------ | ------------ | ------------ | ------------- | ------------- | -------- | -------- | ---- | ---- | --------- | --------- |
| Benfica B           | 2022–23             | Liga Portugal 2     | 11           | 0            | —            | —            | —             | —             | —        | —        | —    | —    | 11        | 0         |
| Benfica             | 2022–23             | Primeira Liga       | 17           | 1            | 0            | 0            | 0             | 0             | 3        | 0        | —    | —    | 20        | 1         |
| Benfica             | 2023–24             | Primeira Liga       | 33           | 3            | 6            | 0            | 3             | 0             | 12       | 0        | 1    | 0    | 55        | 3         |
| Benfica             | Tổng cộng           | Tổng cộng           | 50           | 4            | 6            | 0            | 3             | 0             | 15       | 0        | 1    | 0    | 75        | 4         |
| Paris Saint-Germain | 2024–25             | Ligue 1             | 29           | 3            | 5            | 1            | —             | —             | 17       | 1        | 8    | 2    | 59        | 7         |
| Tổng cộng sự nghiệp | Tổng cộng sự nghiệp | Tổng cộng sự nghiệp | 90           | 7            | 11           | 1            | 3             | 0             | 32       | 1        | 9    | 2    | 145       | 11        |

1. ↑  Bao gồm Taça de Portugal và Coupe de France
2. ↑  Bao gồm Taça de Liga
3. 1 2  Số lần ra sân tại UEFA Champions League
4. ↑  Sáu lần ra sân tại UEFA Champions League, sáu lần ra sân tại UEFA Europa League
5. ↑  Ra sân tại Supertaça Cândido de Oliveira
6. ↑  Một lần ra sân tại Trophée des Champions, bảy lần ra sân và hai bàn thắng tại FIFA Club World Cup

### Quốc tế
Tính đến 8 tháng 6 năm 2025
| Đội tuyển quốc gia | Năm       | Trận | Bàn |
| ------------------ | --------- | ---- | --- |
| Bồ Đào Nha         | 2023      | 3    | 0   |
| Bồ Đào Nha         | 2024      | 10   | 0   |
| Bồ Đào Nha         | 2024      | 3    | 0   |
| Tổng cộng          | Tổng cộng | 16   | 0   |

## Danh hiệu
Benfica
- Primeira Liga: 2022–23
- Supertaça Cândido de Oliveira: 2023

Paris Saint-Germain
- Ligue 1: 2024–25[31]
- Coupe de France: 2024–25[32]
- Trophée des Champions: 2024[33]
- UEFA Champions League: 2024–25[34]
- FIFA Club World Cup á quân: 2025[35]

Bồ Đào Nha
- UEFA Nations League: 2024–25

Cá nhân
- Giải thưởng Cosme Damião – Tân binh xuất sắc nhất năm: 2024
- Tiền vệ Primeira Liga xuất sắc nhất tháng: Tháng 9 năm 2023, tháng 10 năm 2023, tháng 11 năm 2023, tháng 12 năm 2023, tháng 2 năm 2024, tháng 3 năm 2024
- Cầu thủ trẻ xuất sắc nhất tháng của SJPF: Tháng 10 năm 2023, tháng 11 năm 2023, tháng 2 năm 2024
- Đội hình tiêu biểu của năm Primeira Liga: 2023–24